# کالور (مینه‌سوتا)
کالور (به انگلیسی: Culver) یک منطقهٔ مسکونی در ایالات متحده آمریکا است که در شهرستان سنت لوئیس، مینه‌سوتا واقع شده‌است. کالور ۳۰ نفر جمعیت دارد و ۳۹۲٫۸۹ متر بالاتر از سطح دریا واقع شده‌است.